# 格朗代罗勒
格朗代罗勒（法語：Grandeyrolles，法語發音：[ɡʁɑ̃deʁɔl]）是法国多姆山省的一个市镇，属于伊苏瓦尔区。

## 地理
格朗代罗勒（45°34'37"N, 3°3'22"E）面积5.28 平方千米，位于法国奥弗涅-罗讷-阿尔卑斯大区多姆山省，该省份为法国中南部省份，北起阿列省接壤，东临卢瓦尔省，南至上盧瓦爾省和康塔爾省，西接科雷兹省和克勒兹省。
与格朗代罗勒接壤的市镇（或旧市镇、城区）包括：蒙泰居勒布朗、圣内克泰尔、韦里耶尔、圣迪耶里。

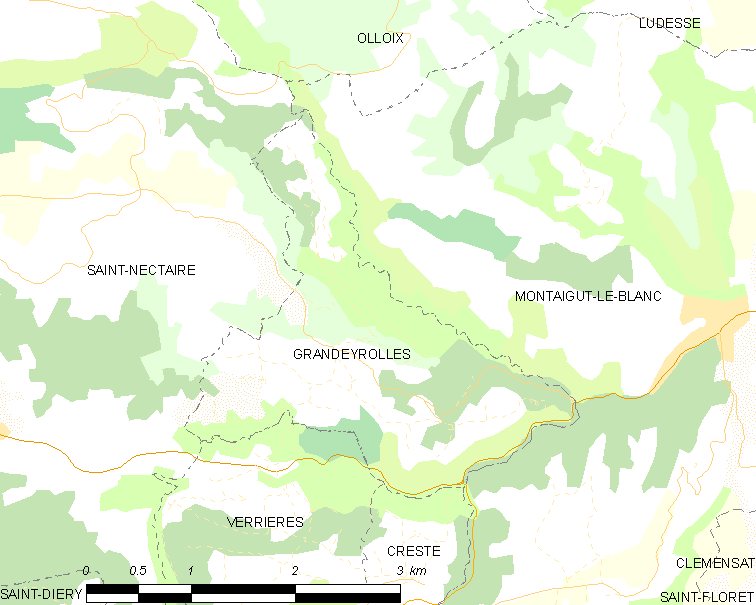
格朗代罗勒的OSM定位图

格朗代罗勒的时区为UTC+01:00、UTC+02:00（夏令时）。

## 行政
格朗代罗勒的邮政编码为63320，INSEE市镇编码为63172。

## 政治
格朗代罗勒所属的省级选区为勒桑西县。

## 人口

1962-2008年间格朗代罗勒人口变化图示

格朗代罗勒于2022年1月1日时的人口数量为53人。